# 卡洛郡
卡洛郡（County Carlow；愛爾蘭語：Contae Cheatharlach），是愛爾蘭的一個郡，位於愛爾蘭島東南部。歷史上屬倫斯特省。絕大部分土地位於巴羅河以東。
该郡面積896平方公里，2006年人口50,349人，首府卡洛。

## 外部連結
- Carlow Local Authorities
- Co Carlow Football Club
- Carlow GAA
- Myles Keogh Website
- 维基导游上有關卡洛郡的旅行指南

52°40′N 6°50′W / 52.667°N 6.833°W